# 基吉克 (阿拉斯加州)
基吉克（英語：Kijik）是位於美國阿拉斯加州湖泊-半島自治市鎮的一個鬼鎮。由於此地已於1904年被荒廢，本地已無人居住。

## 地理
基吉克的座標為60°17′17″N 154°13′00″W / 60.28806°N 154.21667°W，而該地的平均海拔高度為77米（即253英尺）。